# Louis H. Carpenter
Louis Henry Carpenter (11 février 1839 - 21 janvier 1916) est un brigadier-général de l'United States Army, récipiendaire de la Medal of Honor pour ses actions lors des guerres indiennes.
Il abandonne ses études pour s'enrôler dans l'Union Army au début de la guerre de Sécession en 1861, d'abord comme soldat avant d'être nommé officier l'année suivante. Il participe à au moins quatorze campagnes principalement dans le 6e régiment de cavalerie et comme commandant du régiment du 5e United States Colored Cavalry. À la fin de la guerre civile, il atteint le grade de lieutenant-colonel breveté dans l’armée de l’Union, colonel des volontaires et également premier-lieutenant dans l’armée régulière américaine.
Après la guerre civile et jusqu'à son transfert dans l'Est en 1887, il sert principalement sur la frontière occidentale. Il combat de nombreuses tribus amérindiennes, chasse des renégats et parcours de vastes zones de territoire inexploré du Texas à l'Arizona. Carpenter reçoit la Medal of Honor pour ses actions pendant les guerres indiennes tout en servant avec les Buffalo Soldiers du 10e régiment de cavalerie (en). Il est récompensé à plusieurs reprises pour acte de bravoure. Au cours de la guerre hispano-américaine, il commande une force d'occupation et devient le premier gouverneur militaire de Puerto Principe à Cuba. Après 38 années de service continu, il prend sa retraite de l'armée le 19 octobre 1899, en tant que général de brigade. Après sa retraite, il devient conférencier et écrivain.

## Famille et jeunesse
Fils aîné des huit enfants d'Edward Carpenter 2e et Anna Maria (Mary) Howey, Louis H. Carpenter est né à Glassboro dans le New Jersey le 11 février 1839. En 1843, sa famille s'installe à Philadelphie et fréquente l'église épiscopale de la trinité,. Lors de ses études secondaires, Carpenter va au lycée A. B. Central à Philadelphie à partir de 1856 et s'inscrit à l'Université de Pennsylvanie en 1859.
Carpenter est un descendant direct de l'illustre immigrant Samuel Carpenter (en) (4 novembre 1649 Horsham, Angleterre - 10 avril 1714 Philadelphie, Pennsylvanie), qui est arrivé en Amérique au début de 1683 en passant par la Barbade.
Son frère cadet, James Edward Carpenter (en), sert dans l'armée de l'Union en tant que soldat dans le 8th Pennsylvania Cavalry (en) et atteint le rang de major breveté des volontaires.

## Guerre de Sécession

### Débuts dans la cavalerie
En juillet de 1861, pendant son année junior, Carpenter quitte le Dickinson College pour rejoindre le 6e régiment de cavalerie comme soldat dans l'Armée du Potomac de l'Union. Carpenter est formé comme soldat d'infanterie capable de monter à cheval sur le champ de bataille et comme scout monté. En tant que soldat à cheval, la première année du conflit est particulièrement difficile pour Carpenter et les soldats de l'Union. Il participe à la campagne de la Péninsule et repousse l'audacieuse chevauché de la cavalerie de James Ewell Brown Stuart qui a complètement contourné l'armée de l'Union (13-15 juin 1862). À ce moment, le moral des commandants et des hommes de la cavalerie de l'Union prend un coup, la cavalerie confédérée se montrant nettement meilleur. En effet, l'expansion rapide de la cavalerie de l'Union (en) dans l'Est est chaotique. Au début de la guerre civile, les officiers sont élus par les hommes ou nommés politiquement. Il en résulte de nombreux commandants malavisés ou ineptes. Les outils et les techniques de la cavalerie d'avant-guerre semblent souvent inadéquats, coûteuse en hommes et en fournitures. De ce chaos, émerge lentement de nouvelles tactiques et des dirigeants qui se montrent dignes du défi à relever afin de reconstituer une cavalerie efficace.
Louis H. Carpenter participe à la bataille des Sept Jours du 25 juin au 1er juillet 1862, une défaite de l'Union qui coute nombreuses vies dans les deux camps. Après cette dernière, il est élevé au rang de second-lieutenant au sein de l'armée régulière, le 17 juillet 1862, pour des actions méritoires et son commandement,.

### Campagne de Gettysburg

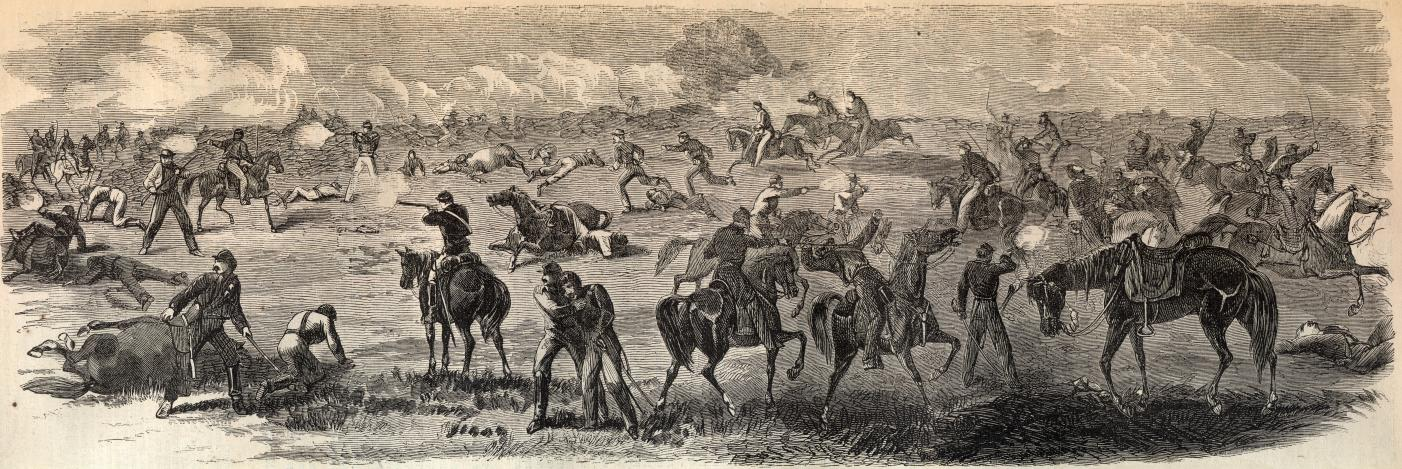
Bataille de Upperville, Harper's Weekly, 16 juillet 1863.

La campagne de Gettysburg est une série d'engagements avant et après la bataille de Gettysburg. L'armée du Potomac est initialement sous le commandement du général de division Joseph Hooker puis du général George G. Meade à partir du 28 juin 1863. Le corps de Cavalerie est commandé par le major général Alfred Pleasonton, avec des divisions commandées par les brigadiers-généraux John Buford, David McMurtrie Gregg et Judson Kilpatrick. Le 6e régiment de cavalerie de Carpenter est intégré à la brigade de réserve du général de brigade Wesley Merritt, elle-même intégrée à la 1re division de John Buford. Entre juin et juillet 1863, Carpenter participe notamment à la bataille de Brandy Station le 9 juin, les batailles de Middleburg et d'Upperville le 21 juin, à la bataille de Fairfield le 3 juillet, la bataille de Boonsboro le 8 et 9 juillet et à la bataille de Funkstown le 10 juillet. Ces combats permettent à Carpenter de se mettre en avant ; commandant de la compagnie H jusqu'au 3 juillet, il obtient alors le poste de commandant en second de son régiment.

#### Bataille de Brandy Station
Le 9 juin 1863, lors de la bataille de Brandy Station, près de Culpeper en Virginie. Les 9 500 cavaliers confédérés sous le commandement du général de division J.E.B. Stuart sont surpris à l'aube par une force combinée de cavalerie et d'infanterie : deux divisions de cavalerie composées de 8 000 hommes dont le 6e régiment de cavalerie et sa compagnie H sous le commandement de Carpenter et 3 000 hommes d'infanterie. Mettant plus de temps pour se réorganiser et se réarmer, Stuart peine à repousser l'attaque de l'Union. Cette bataille non concluante est le plus grand engagement de cavalerie de la guerre civile à cette époque. Cette bataille prouve pour la première fois que la cavalerie de l'Union, est enfin comparable à son homologue du Sud.

#### Bataille de Fairfield
Le 3 juillet 1863, les rapports indiquant la présence d'un train confédéré dans le voisinage de Fairfield, attirent l'attention du commandant de la brigade de réserve Wesley Merritt. Il ordonne au 6e régiment de cavalerie sous le commandement de Samuel H. Starr (en) d'explorer Fairfield et de localiser les wagons, ce qui aboutit à la bataille de Fairfield.
Starr engage ses 400 soldats sur une légère crête dans un champ et un verger des deux côtés de la route, près de Fairfield. Les troupes de Carpenter repousse une charge montée du 7th Virginia Cavalry (en) confédéré, alors que les batteries confédérées de R. Preston Chew (en) ouvrent le feu sur les cavaliers fédéraux. Soutenu par le 6th Virginia Cavalry (en), le 7e de cavalerie lance une nouvelle charge, repoussant les soldats de Starr de la crête et infligeant de lourdes pertes. Le général William E. Jones (en), dépassant à deux contre un les forces de l'Union, se lance à la poursuite des fédéraux en retraite sur cinq kilomètres à Fairfield Gap, mais il ne peut éliminer son objectif. Le major Starr qui a été blessé lors de la première attaque ne peut s'échapper et il est capturé. De petits groupes du 6e de cavalerie reformés à plusieurs kilomètres du champ de bataille par le lieutenant Louis H. Carpenter, se mettent à harceler les soldats confédérés donnant l'impression d'une avant-garde beaucoup plus importante. Carpenter devient alors commandant en second intérimaire du régiment,.
Carpenter résiste à deux des brigades de cavalerie de Stuart. La résistance du 6e de cavalerie est considérée comme l'une des plus vaillantes de son histoire et contribue à influencer le résultat des combats qui se déroulent autour de Gettysburg. Tandis que le 6e régiment de cavalerie est en pièces, il continue à se battre si bien qu'il est considéré comme la pointe avancée d'un grand corps de troupes. L'officier supérieur de ces brigades est par la suite sévèrement critiqué pour avoir été retardé par une force inférieure. Si le 6e régiment de cavalerie n'avait pas tenu, les deux brigades confédérées auraient pu causer de sérieux problèmes aux arrières de l'Union.
Le lieutenant Carpenter est l'un des trois seuls officiers du 6e de cavalerie à échapper à la mêlée mortelle de Fairfield. Le soldat George Crawford Platt (en), sous le commandement de Carpenter a reçu la Medal of Honor le 12 juillet 1895 pour ses actions à Fairfield. Carpenter est lui breveté premier-lieutenant pour sa bravoure et ses actions à Fairfield et son nom est mentionné dans les rapports officiels et les dépêches,

### Campagne terrestre

Sheridan's Ride, chromolithographie de Thure de Thulstrup. Carpenter est représenté sur le cheval à l'extrême droite.

Le 5 avril 1864, le major-général Philip Sheridan est nommé commandant du corps de cavalerie de l'armée du Potomac sous le commandant en chef et récemment promu à ce poste Ulysses S. Grant. Carpenter devient alors l'aide de camp de Sheridan,. Les historiens ne savent pas quelle influence Carpenter a pu avoir sur Sheridan et sur l'utilisation de la cavalerie de l'Union, mais le traité de Carpenter sur la bataille de Yellow Tavern, The Battle of Yellow Tavern, suggère qu'il a une certaine influence sur ce qui est plus tard connu comme le raid de Richmond ou de Sheridan.
Le 8 mai 1864, au début de la campagne terrestre, Sheridan passe au-dessus de son supérieur immédiat, le général Meade, et dit à Grant que si l'on autorise son corps de cavalerie à fonctionner comme une unité indépendante, il peut battre le major général confédéré Jeb Stuart. Ce dernier est alors l'officier de cavalerie le plus important et capable du sud. Grant est intéressé et convainc Meade de la valeur de la proposition de Sheridan.
La bataille de Yellow Tavern de mai 1864 est le premier de quatre grands raids dits stratégiques. Les autres étant Trevilian en juin 1864, le raid de Wilson–Kautz à la fin de juin et la première bataille de Deep Bottom en juillet 1864. Parmi ceux-ci, seule la bataille de Yellow Tavern lors de laquelle Jeb Stuart trouve la mort, peut être considérée comme une victoire claire de l'Union. Au mieux, les raids suivants ont permis de détourner les forces confédérées d'un but plus impérieux. Malgré ce que Carpenter et d'autres partisans de Sheridan ont écrit, les autres raids similaires n'ont pas été des réussites. Et ces raids ont peut-être même entravé l'effort de l'Union car ils ont détourné Sheridan des missions de reconnaissance et de renseignement qu'il aurait pu fournir. Le temps que Carpenter a servi avec Sheridan n'est pas connu avec précision. Carpenter n'est pas mentionné dans les mémoires de Sheridan ou d'autres grands livres sur ce dernier. Carpenter est promu premier-lieutenant dans l'armée régulière le 28 septembre 1864. Il est ensuite transféré au district du Kentucky, dans le département de l'Ohio et accepte une commission de lieutenant-colonel des volontaires avec les United States Colored Troops.

### 5erégimentde cavalerie coloré

#### Constitution et formation

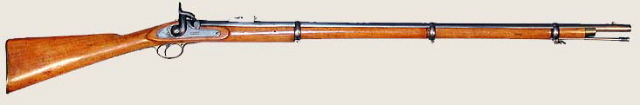
Le fusil Enfield Pattern est la seconde arme la plus utilisée de la guerre de Sécession. Long de 55 pouces (1400 mm), il utilise un calibre .577 avec des balles de type Minié. Parce qu'il s'agit d'une arme à chargement par la bouche, il est inadéquat pour l'usage de la cavalerie.

Le lieutenant-colonel des volontaires Louis H. Carpenter arrive à Camp Nelson (en) dans le Kentucky, le 1er octobre 1864. La majorité des 600 esclaves « colorés », ex-esclaves et affranchis qui doivent constitué le 5e régiment de cavalerie coloré (5e USCC) sont absents. Les hommes sont alors sur le terrain menés par le lieutenant-colonel James S. Brisbin sous le commandement du major-général Stephen G. Burbridge afin de préparer une attaque sur Saltville en Virginie qui se déroule finalement le 2 octobre 1864 et qui se termine par une défaite de l'Union,. Quelques jours plus tard, Carpenter accueille au Camp Nelson des troupes battues mais toujours combatives. Le 5e USCC est officiellement constitué le 24 octobre 1864,.
Comme commandant en second, Carpenter prend en charge de la formation du 5e USCC afin d'obtenir des recrues afro-américains prêtes pour le combat. Les exercices de base, l'entraînement aux armes et le conditionnement contribuent à renforcer la confiance et la préparation. Carpenter est cependant en butte à un problème. Les sous-officiers doivent être choisis parmi les hommes du rangs alors que la quasi-totalité du régiment est constitué d'anciens ex-esclaves. Carpenter a donc beaucoup de difficulté à trouver des hommes sachant suffisamment lire et écrire pour s'occuper des tâches assignées notamment aux sergents,,.
En accord avec ses supérieurs, Carpenter décide de placer des officiers blancs lettrés parmi les «sergents colorés», de développer avec un programme d'alphabétisation pour les sous-officiers afro-américains afin de résoudre le problème rapidement. Le 5e USCC est également en butte à des difficultés avec l’armement fourni. En effet, ce dernier est composé de fusils Enfield Pattern à chargement par la bouche, qui ne peuvent être chargés à cheval. Carpenter, revenant à la notion d'infanterie montée qui descend de cheval pour combattre, enseigne alors des tactiques impliquant le combat à pied. Un dernier problème est les officiers blancs promus des rangs qui sont inadéquats pour commander des troupes de couleur. En dépit des efforts de formation de Carpenter et des autres, l'attrition demeure la seule solution réelle pour ces officiers subalternes.

#### Raid de Stoneman

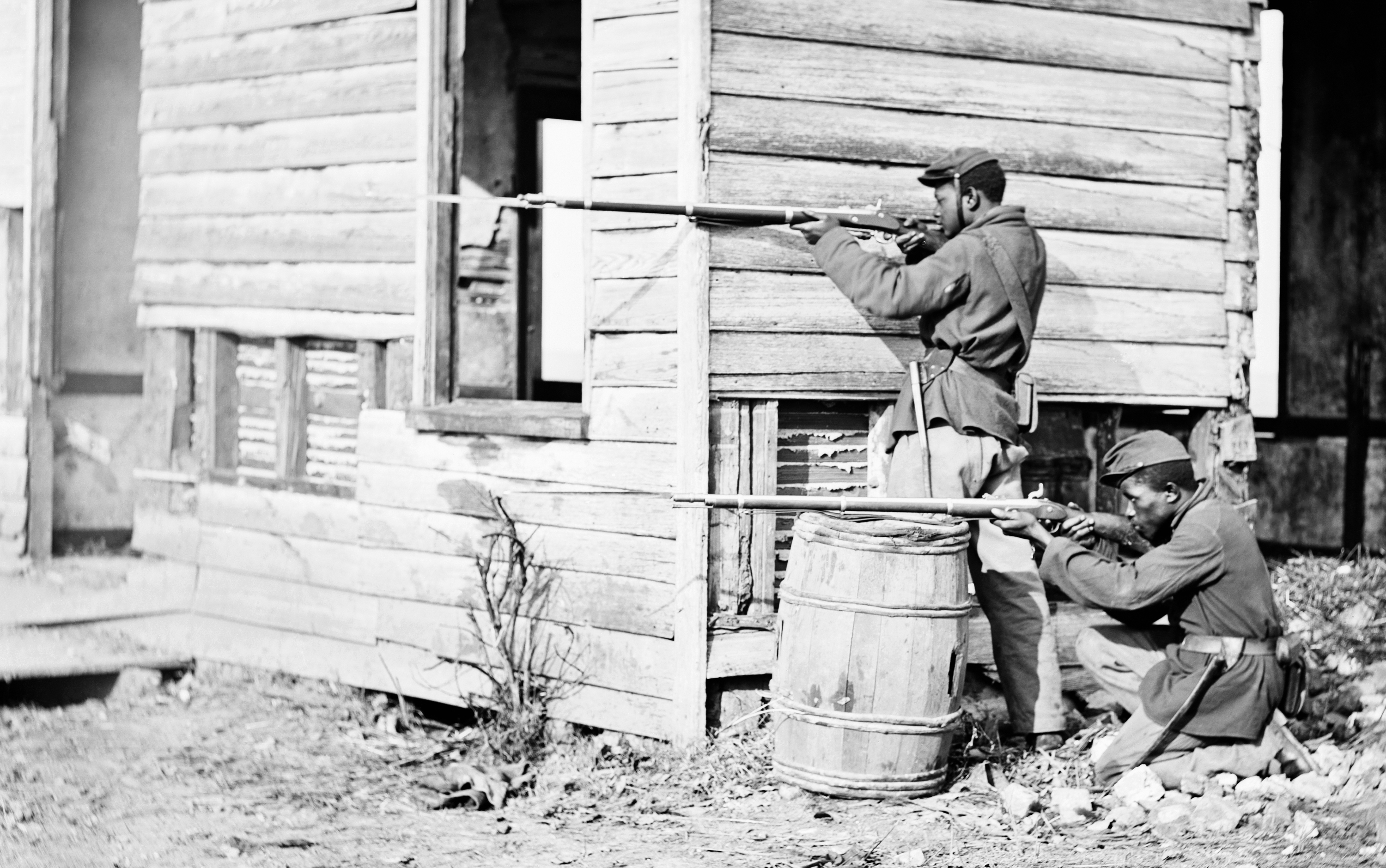
Soldats afro-américains de l'Union à en novembre 1864 avec l'uniforme typique de l'Union et des fusils Enfield.

En décembre 1864, le général George Stoneman ordonne au 5e USCC de participer à un raid depuis l'est du Tennessee vers le sud-ouest de la Virginie. Lors de ce dernier, le 5e USCC est impliqué dans des engagements à Hopkinsville, Kentucky le 12 décembre, Kingsport, Tennessee le 13 décembre, la bataille de Marion près de Marion, en Virginie les 17 et 18 décembre et la Seconde bataille de Saltville les 20 et 21 décembre. Tous ces engagements sont considérés comme des victoires de l'Union. Pendant la bataille de Marion, le commandant de division Stephen G. Burbridge commande le 5e USCC entre deux unités blanches sur le flanc gauche de la ligne de l'Union. Le lieutenant-colonel James S. Brisbin et son commandant en second, Carpenter, conduisent leurs soldats vers les ouvrages défensifs confédérés. Les Confédérés ouvrent le feu sur les troupes de l'Union qui chargent avec notamment quatre canons Parrott de dix livres. La première charge de l'Union échoue et doit se replier. Carpenter donne alors des ordres clairs pour reformer et rallier ses hommes. Avec un puissant hurlement, le 5e USCC se précipite à nouveau vers l'avant, mais ne peut briser la ligne défensive. La nuit venant, Carpenter ordonne aux hommes de creuser leur trou alors que des volontaires sont envoyer récupérer les blessés.
Le 18 décembre, le matin est froid et pluvieux avec un léger brouillard. Le deuxième jour commence comme le premier avec de multiples charges de l'Union. Le centre de l'Union parvient à briser le centre des confédérés, mais une contre-attaque de ces derniers pousse au retrait des soldats de l'Union. Carpenter conduit une troupe montée afin de sauver les soldats piégés près d'un pont sur le flanc gauche. Carpenter effectue plusieurs tentatives mais ne peut sauver les soldats. La plupart de ces soldats piégés sont finalement capturés plus tard cet après-midi-là, avant d'être libérés sur parole. Plus tard ce jour-là, les renforts confédérés donnent une charge sauvage sur le flanc gauche de l'Union. L'unité blanche adjacente au 5e USCC est mise en déroute, menaçant le flanc du 5e USCC. Avec l'ordre de se replier, Carpenter et Brisbin essaient de maintenir une retraite ordonnée. Beaucoup de soldats de couleur se souvenant du meurtre de leurs camarades pendant la première bataille de Saltville rompent les rangs pour sauver leurs camarades blessés ; la retraite menace de devenir une déroute. Vers 16 heures, des renforts de l'Union arrivent et renforcent la ligne. Pendant la nuit, les forces confédérées sont contraintes de se retirer en raison du manque de munitions. Le lendemain, les forces de l'Union peuvent enterrer les morts et aider les blessés. Cette victoire coûteuse de l'Union marque le point culminant du raid de Stoneman.
Dans l'après-midi du 20 décembre, les forces de l'Union attaquent Saltville en Virginie. Les forces confédérées sont submergées lorsque les 5e et 6e USCC entrent dans la mêlée. Les forces confédérées dépassées en nombre reculent en attendant les renforts promis. Les forces de l'Union tentent à la hâte de détruire les mines de sel vitales et détruisent environ un tiers des bouilloires et la plupart des hangars d'évaporation. Ils endommagent également des portions du chemin de fer de la Virginie et du Tennessee, mais ils ne réussissent pas à détruire ou endommager les puits de sel. Le général Stoneman clame sa victoire, puis se replie hors de la Virginie avant que les forces confédérées ne puissent complètement l'encercler. Les lettres et autres documents notent la présence de Carpenter lors de ce dernier épisode, mais ne détaillent pas son rôle. Carpenter écrit plus tard une longue lettre pour chez lui au sujet de cette bataille et du comportement de ses hommes. Trois mois plus tard, les salines sont à nouveau fonctionnelles à pleine production.

#### Embuscade à Simpsonville
Le 23 janvier 1865, 80 soldats noirs de la compagnie E du 5e USCC, sous le commandement du second-lieutenant Augustus Flint, sont chargés de déplacer près de mille têtes de bétail de camp Nelson vers la réserve de Louisville au Kentucky. Les hommes sont principalement disposés à l'avant et à l'arrière du troupeau de bétail. Environ 41 hommes sont positionnés à l'arrière le 25 janvier près de Simpsonville, quand ils sont pris en embuscade par des guérilleros confédérés. Très peu de soldats de l'Union peuvent répliquer avec leurs fusils Enfield en raison de la poudre encrassée. face à des guérilleros armés de revolvers à 6 coups. Alors que les confédérés rattrapent rapidement le groupe, presque tous les soldats fermant la marche sont blessés ou tombés de cheval. Seuls deux soldats parviennent à s'échapper, l'un en jouant les morts, et l'autre en se cachant sous un coffre de chariot retourné. Les soldats situés à l'avant du convoi, pris de panique, s'enfuient.
Environ une heure après l'embuscade, les habitants de la région découvrent 15 morts et 20 soldats blessés étendus sur et près de la route. Plus tard, quatre autres soldats sont retrouvés morts à proximité. Les hommes de Simpsonville ramènent 20 blessés à la ville, mais huit d'entre-eux ne survivent pas à leurs blessures. Par la suite, il est déterminé que 19 soldats de l'Union ont été assassinés en essayant de se rendre ou après avoir été désarmés. Le reste des blessés de l'Union sont morts abandonnés à leur sort dans le froid glacial. Trois soldats sont demeurés manquants dans le décompte final. Flint, qui se trouve en ville pendant l'embuscade, s'enfuit à Louisville. Les autorités télégraphient au camp Nelson, et Carpenter ordonne immédiatement l'envoi d'ambulances, et d'une escorte lourde. Ils sont arrivés sur place le 28 octobre et emmènent les blessés encore en vie dans un hôpital de Louisville. Les gens du pays ont rapporté ce qui s'était passé et les vantardises de la guérilla confédérée, menée par le capitaine Dick Taylor, qui a tué beaucoup de soldats de l'Union après leur capture. La fosse commune est localisée, et un effort est fait pour retrouver les disparus. Carpenter écrit un rapport et communique les noms des guérilleros connus afin d'encourager leur poursuite,.

### Fin de la guerre civile

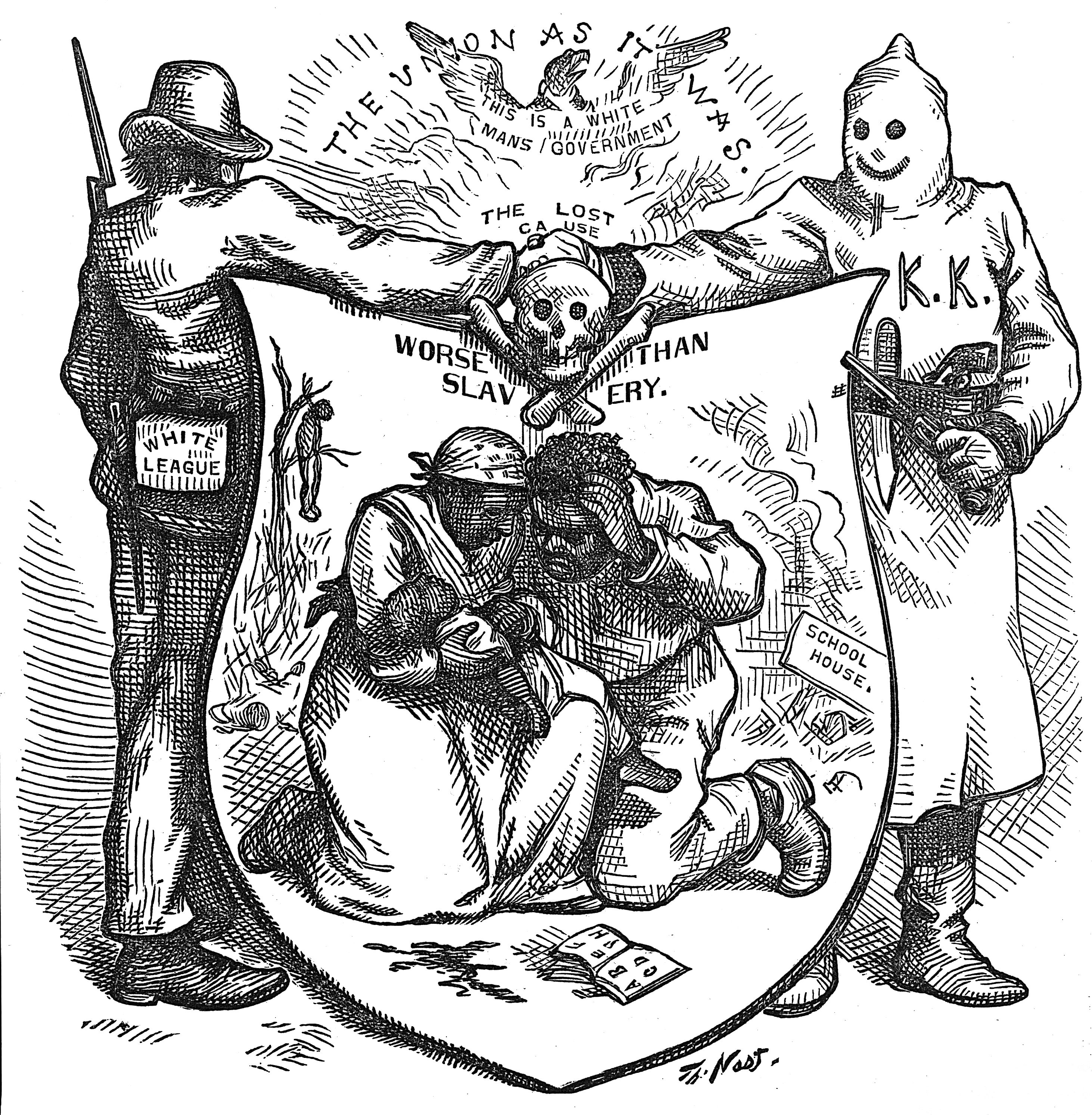
Caricature du magazine Harper's Weekly d'octobre 1874 dépeignant la White League et le Ku Klux Klan opposés à la reconstruction.

À la mi-février 1865, le colonel James Franklin Wade, commandant du 6e USCC, est promu général de brigade de volontaires, ce qui aboutit à une réorganisation du commandement des 5e et 6e USCC. Le lieutenant-colonel breveté James S. Brisbin du 5e USCC prend en charge le commandement du 6e USCC et Carpenter est nommé à la tête du 5e. Le 5e régiment USCC est attaché à la 1re division, district du Kentucky, département de l'Ohio jusqu'au mois de février 1865. Le régiment sert par la suite sous la responsabilité du district militaire du Kentucky jusqu'en décembre 1865 et du département de l'Arkansas jusqu'au 20 mars 1866. Durant cette dernière période, le régiment effectue des tâches de garnison et pourchasse les confédérés renégats.
Au cours de la guerre civile, Carpenter a servi dans au moins 14 campagnes et plus de 150 batailles dont notamment la campagne de la Péninsule en 1861, la campagne du Maryland et la campagne de Fredericksburg en 1862, la campagne de Gettysburg et la campagne de Chancellorsville en 1863, la bataille de la Wilderness en 1864 et les batailles finales dans le Kentucky et le sud-ouest de la Virginie,. Après la fin des combats et avec le début de la reconstruction, le 6e de cavalerie part pour le Texas en octobre 1865, alors que le 5e USCC de Carpenter est restée dans l'Arkansas jusqu'en mars 1866,.
Il y a peu ou pas de combats pendant l'état de loi martiale imposé après la guerre. Les militaires surveillent étroitement le gouvernement local et supervisent des élections libres (inscription des affranchis pour voter et exclusion des anciens chefs confédérés), tout en protégeant les fonctionnaires et les anciens esclaves des violences du Ku Klux Klan et des prémices de la White League. En essayant de maintenir la paix, Carpenter et ses hommes n'ont à faire qu'à un faible niveau de violence et d'hostilité des civiles pendant cette période de transition difficile. Beaucoup d'anciens rebelles déplorent l'occupation par des soldats colorés et Carpenter constate quotidiennement ce racisme et fait de son mieux pour maintenir la paix. Carpenter est promu colonel des volontaires le 2 novembre 1865.
Carpenter effectue son dernier passage en revue du 5e USCC le 16 mars 1866 à Helena, Arkansas. Les noms des 46 officiers et soldats encore officiellement portés disparus et présumés assassinés entre le 2 et le 8 octobre 1864 sont lus une dernière fois devant le régiment. La plupart des officiers, y compris Carpenter, sont honorablement libérés pendant la cérémonie. Au cours des quatre jours suivants, les hommes sont rassemblés et le régiment est officiellement dissous le 20 mars 1866. Les pertes officielles du régiment entre son activation le 24 octobre 1864 et sa dissolution le 16 mars 1866 sont de 35 morts en action et 152 morts en service de maladie, de blessures et autres Causes,. Après ce rassemblement, Carpenter reprend son grade de premier-lieutenant de l'armée régulière et prend la route de Philadelphie pour un congé. Après ce dernier, il incorpore le nouveau 10e régiment de cavalerie des États-Unis (en).

## Service à la frontière et guerres indiennes

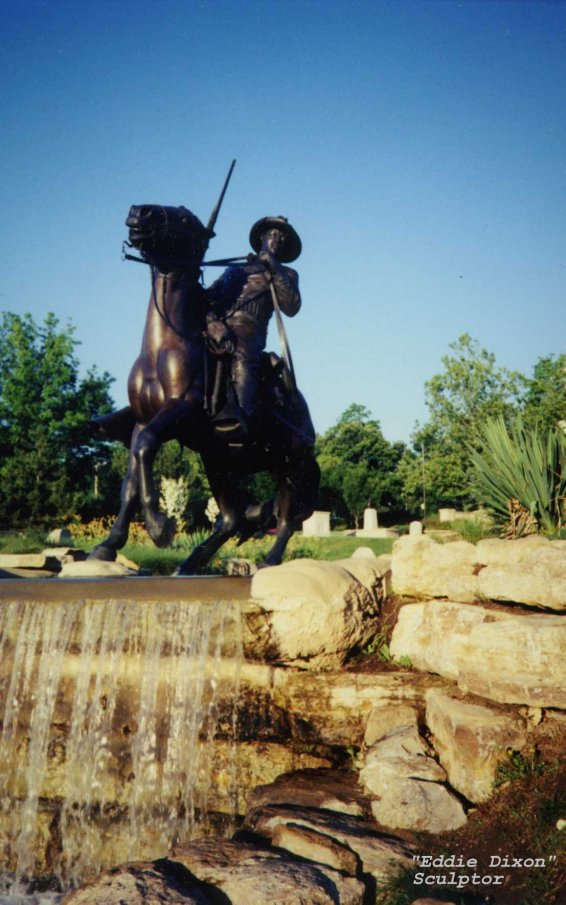
Le monument des Buffalo Soldier à Fort Leavenworth, rend hommage aux soldats afro-américains et à ceux qui les ont conduits.

### 10erégimentde cavalerie
Après la guerre civile, Carpenter sert comme premier-lieutenant dans l'armée régulière des États-Unis et se porte volontaire pour servir avec la cavalerie des troupes noires qui est levée sous le commandement de Benjamin Grierson. Le 10e régiment de cavalerie des États-Unis (en) est formé à Fort Leavenworth au Kansas en 1866 en tant régiment entièrement composé de troupes afro-américaines. À la fin du mois de juillet 1867, huit compagnies d'hommes ont été recrutées dans les départements du Missouri, de l'Arkansas et de la Platte (en). La vie à Leavenworth n'est pas agréable pour le 10e de cavalerie. Le commandant du fort, qui s'oppose ouvertement aux Afro-Américains servant dans l'armée régulière, rend difficile la vie pour les nouvelles troupes. Grierson cherche alors à faire transférer son régiment, puis reçoit finalement des ordres afin de déplacer le régiment vers Fort Riley au Kansas ; ce qui est réalisé les 6 et 7 août 1867,.
Carpenter est promu au rang de capitaine dans l'armée régulière le 28 juillet 1866 et prend le commandement des troupes afro-américaines de la compagnie D du 10e de cavalerie. Le 10e régiment de cavalerie des États-Unis est composé de soldats noirs et d'officiers blancs, ce qui est typique à cette époque. Puis, Carpenter est affecté à la nouvelle compagnie H le 21 juillet 1867, et sert, parmi ces troupes surnommés Buffalo Soldier, pendant treize ans de conflit presque continu avec les Amérindiens dans le sud-ouest des États-Unis. Carpenter est dépêché à Philadelphie pour recruter des sous-officiers à la fin de l'été et à l'automne de 1867,. Ses efforts contribuent au haut niveau de soldats qui deviennent rapidement le cœur des officiers du 10e de cavalerie.
Les hommes de Carpenter le respectent, et sa compagnie a le taux de désertion documenté le plus bas de l'armée régulière pendant sa charge. Il est reconnu connu comme étant juste, ferme et cohérent. Il observe et comprend les privations, les épreuves et le sectarisme racial auxquelles ses hommes sont confrontés. Après son service avec le 10e de cavalerie, il a fait campagne et a défendu ce que ses Buffalo Soldier ont fait et peuvent faire. Sa capacité à entraîner et à mener les hommes a été remarquable et a établi une norme pour toutes les unités de cavalerie.

### Bataille de Beecher Island

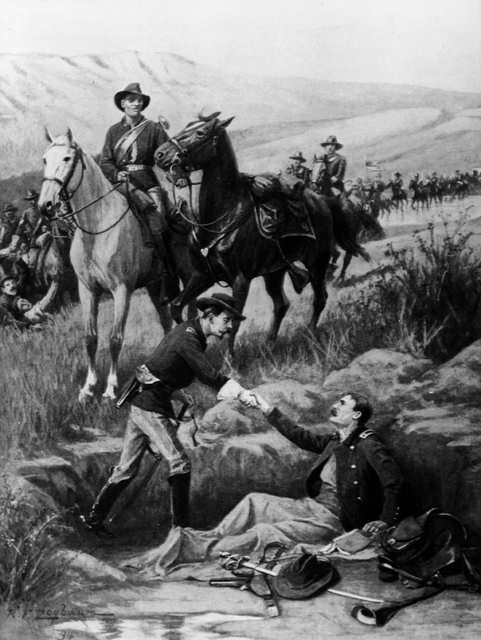
Le capitaine Carpenter venant au secours du lieutenant-colonel Forsyth après la bataille de Beecher Island, Harper's New Monthly Magazine, juin 1895.

Le 17 septembre 1868, le lieutenant-colonel George Alexander Forsyth, avec une troupe de 48 hommes est attaqué par une force d'environ 700 Amérindiens sur un îlot de sable situé sur la rivière Republican. Les Amérindiens sont principalement des Cheyennes menés par le chef Roman Nose, soutenus par des membres de la tribu Arapahos. Deux des éclaireurs de Forsyth, sous le couvert de la nuit, parviennent à galoper jusqu'à Fort Wallace où un plan de sauvetage est rapidement mis en place,. Trois groupes de secours sont constitués en raison de l'incertitude de la position exacte de Forsyth et empruntent des itinéraires différents. Le premier groupe est composé de la compagnie H sous le commandement de Carpenter et de la compagnie I menée par le capitaine Baldwin. Le major Brisbin, commandant de deux troupes de la 2e de cavalerie prend un autre itinéraire et le capitaine Bankhead avec une centaine d'hommes du 5e d'infanterie emprunte un troisième chemin.
Les troupes de Carpenter sont les premières sur le champ de bataille et découvrent plus d'une cinquantaine de chevaux morts. Forsyth et ses hommes, privés de rations, ont été contraints de survivre avec de la chair de cheval en décomposition. Tous les officiers de Forsyth ont été tués ou blessés pendant la bataille. Forsyth, qui a été blessé deux fois par des coups de feu et a une jambe fracturée par sa chute lorsque son cheval est tombé, n'aurait pas survécu un jour de plus sans les secours. Forsyth est couché dans un trou de sable et l'air autour de lui est empli d'une odeur putride alors que des mouches noires grouillent autour des chevaux morts. À l'intérieur d'autres trous et fossés interconnectés, les hommes de Carpenter découvrent des survivants et d'autres cadavres.
Carpenter sécurise immédiatement la zone et installe à proximité et sous le vent, un certain nombre de tentes. Les blessés sont soigneusement transportés dans les tentes pour un air plus sain et les hommes et les chevaux morts sont enterrés pour réduire la puanteur et les risques de maladie. Vingt-six heures plus tard, le capitaine Bankhead arrive, amenant avec lui deux compagnies du 2e régiment de cavalerie.

### Bataille de Beaver Creek
Le 14 octobre 1868, deux semaines après avoir regagné Fort Wallace avec les survivants de Beecher Island, Carpenter est renvoyé en mission. Les compagnies H et I du 10e régiment de cavalerie reçoivent l'ordre d'escorter le major Carr du 5e de cavalerie avec de l'approvisionnement à son nouveau commandement à Beaver Creek. Arrivé quasiment à destination, le convoi est attaqué par une force d'environ 500 Amérindiens,. La cavalerie se porte alors en avant des indiens, afin de gagner du temps et que le convoi puisse se rapprocher de Beaver Creek et former une zone défensive avec les wagons d'approvisionnement. Puis, sur son commandement, les hommes de Carpenter se précipitent au galop vers les chariots, mettent pied à terre et constituent une ligne défensive de tir entre les wagons.
La charge des Amérindiens à cheval est contrée par plusieurs volées massives de fusils répétitifs Spencer utilisés par les soldats. Si un certain nombre de guerriers démontés utilisent leurs poneys morts pour se couvrir des tirs et retourner le feu, presque tous ces guerriers, dont trois à moins de 50 mètres du convoi, sont décimés avec leurs montures. Les Amérindiens sont tellement traumatisés et démoralisés par la défense organisée de Carpenter qu'ils ne renouvellent pas leur attaque. Après le retrait des Amérindiens, Carpenter se remet à la recherche du 5e régiment de cavalerie et envoie des éclaireurs. Une fois ce dernier localisé et la mission accomplie, Carpenter retourne à Fort Wallace le 21 octobre, après 370 km parcourus en une semaine.
Pour leur bravoure dans la bataille de Beaver Creek, les officiers et les hommes des Buffalo Soldiers sont remerciés par le général Sheridan dans un ordre spécial et dans les dépêches officielles au département de la Guerre des États-Unis à Washington. Carpenter est alors breveté colonel. En 1898, Carpenter devient l'un des sept soldats du 10e régiment de cavalerie à recevoir la Medal of Honor pour son service à la frontière, et en l’occurrence pour ses actions en septembre et octobre 1868,.

### Première défense de Wichita

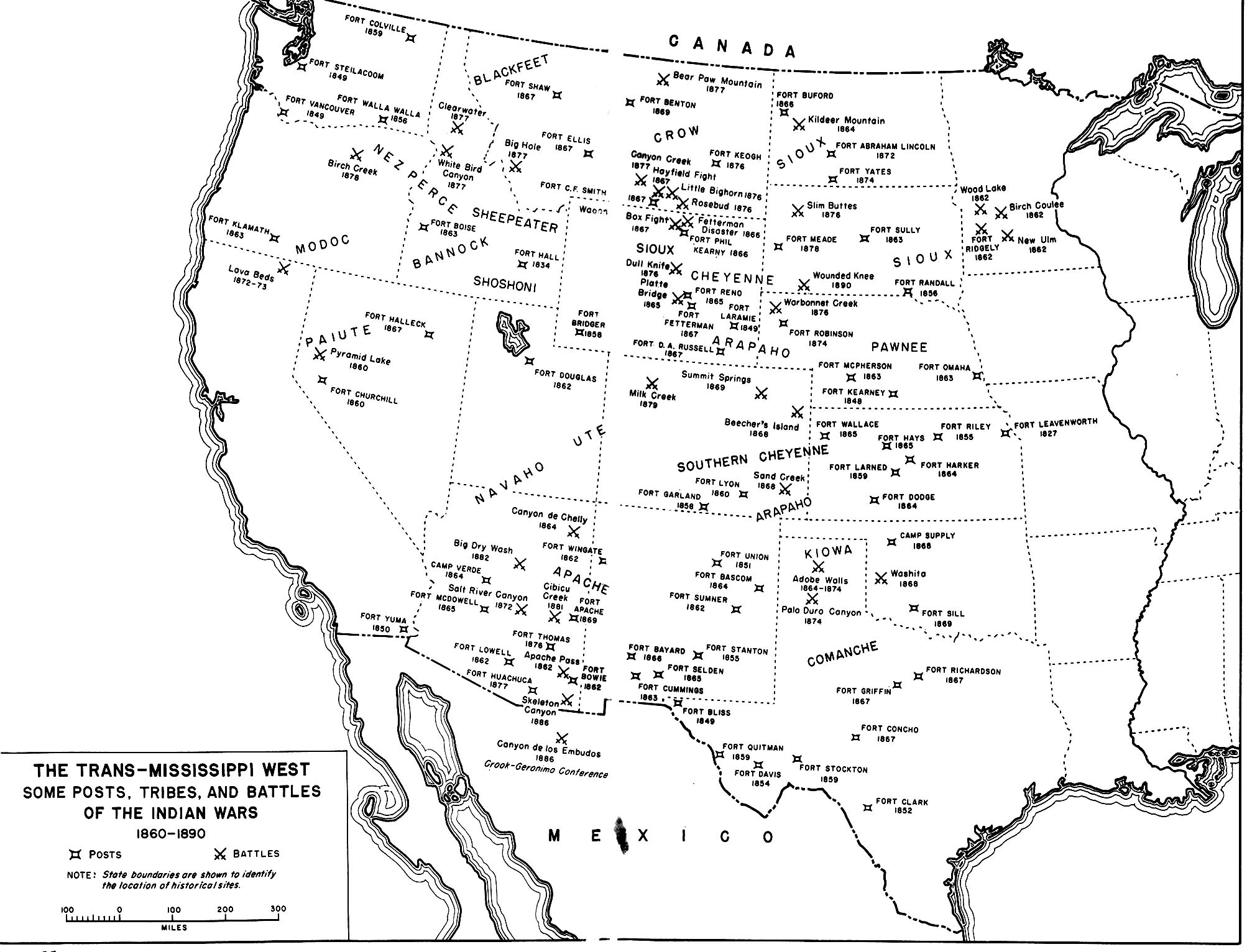
Les guerres indiennes de 1860 à 1890, batailles, forts armés, et localisations des tribus amérindiennes.

Le 10e régiment est demeuré à Fort Gibson jusqu'au 31 mars 1869, lorsqu'il déménage au camp Wichita sur le Territoire indien (maintenant l'État de l'Oklahoma). Le régiment arrive sur place le 12 avril 1869. Le camp Wichita est un ancien village amérindien déserté de la tribu des Wichitas sur la réserve d'Anadarko. Le général Sheridan a choisi un emplacement à proximité pour un poste militaire et Carpenter avec le 10e de cavalerie est chargé d'établir et construire ce dernier. Au mois d'août suivant, le poste est baptisé Fort Sill d'après le général de brigade Joshua W. Sill (en), un camarade de classe et un ami de Sheridan, tué en action en 1862.
Le 12 juin 1869, le Fort Supply est attaqué par des Comanches avec l'attention de voler les montures de la cavalerie. Le 3e régiment d'infanterie avec les compagnies A et F du 10e de cavalerie se mettent à leur poursuite, mais ils tombent dans une embuscade des guerriers indiens. Carpenter avec les compagnie H, I et K lance une attaque de flanc contre les Indiens, les forçant à se replier.
Les 22 et 23 août 1869, Carpenter et d'autres soldats sont impliqués dans une attaque des indiens Kiowas et Naconees qui s'efforcent de détruire les bâtiments et constructions de la réserve d'Anadarko. Carpenter, avec les compagnies H et L, patrouillent la zone et engagent plusieurs groupes de guerriers qui allument des feux de prairie à différents endroits en amont des installations de l'armée. Alors que les Indiens multiplient les agressions avec de plus en plus violentes, le principal engagement oppose les soldats de Carpenter à plus de 150 guerriers dans une charge où les Amérindiens sont mis en déroute. Le 5 juin 1872, le 10e régiment quitte Fort Sill laissé sous la garde d'éléments du 3e d'infanterie et retourne à Fort Gibson.

### Satank, Satanta et Big Tree

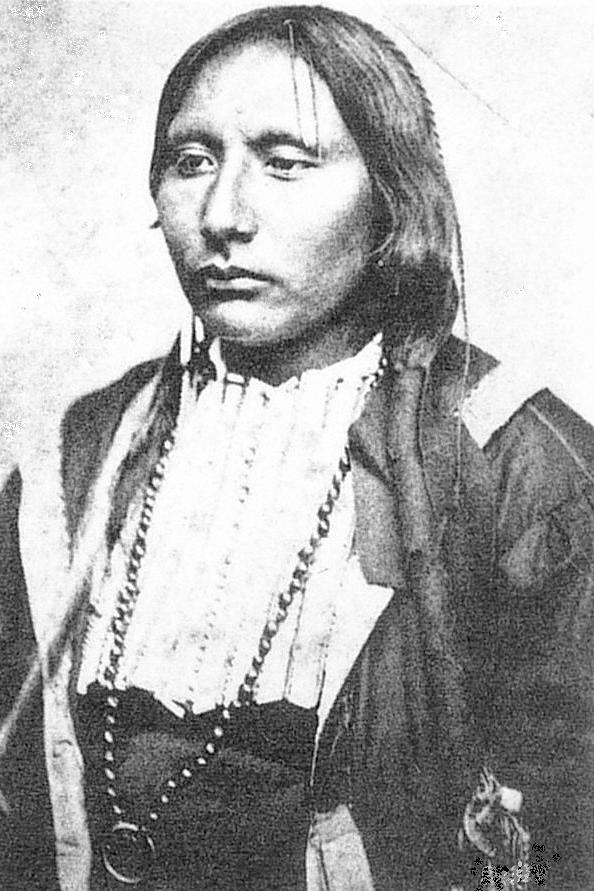
Big Tree avant 1923.

Le 18 mai 1871, lors de l'attaque du convoi de chariots de Warren (également connu sous le nom de massacre de Salt Creek), des guerriers amérindiens attaquent un convoi d'approvisionnement de l'armée sur la route Jacksboro-Belknap en direction de Salt Creek. Les guerriers détruisent les fournitures et tuent et mutilent sept wagonnier. Cinq hommes réussissent à s'échapper et à atteindre Fort Richardson à pied, à environ 30 kilomètres. Dès que le colonel Ranald S. Mackenzie apprend l'incident, il informe Sherman. Sherman et Mackenzie lancent immédiatement des recherches pour capturer les guerriers responsables du raid. Trois des chefs de guerre, Satank, Satanta et Big Tree impliqués, sont finalement arrêtés à Fort Sill en Territoire indien avec l'aide de la compagnie D de Carpenter qui est également chargé de leur escorte. Le général Sherman est présent au fort en raison d'une visite d'inspection, ainsi que le colonel Benjamin Grierson. Ces trois chefs Amérindiens sont les premiers à être jugés pour raids et assassinats par un tribunal civil des États-Unis au lieu d'un tribunal militaire. Sans le statut de prisonnier de guerre, ces derniers sont jugés comme des criminels de droit commun par la Cour du treizième district judiciaire du Texas à Jacksboro, près de Fort Richardson,,.
Lors du transport des prisonniers vers le tribunal, Carpenter doit faire face à la tentative d'évasion de Satank. En effet, ce dernier caché sous sa couverture dans son wagon, ronge la base de son pouce jusqu'à l'os, ce qui lui permet d'enlever les fers de son poignet. Avec un petit couteau caché qui n'avait pas été trouvé lors de deux fouilles séparées, il poignarde le conducteur et attrape la carabine déchargée d'un soldat, mais il est mortellement blessé dans sa tentative d'évasion,,. Les deux autres chefs sont jugés dans le premier procès indien de l'histoire. Satanta et Big Tree sont condamnés pour meurtre les 5 et 6 juillet dans le comté de Jack au Texas. Ils sont libérés sur parole deux ans plus tard grâce au comportement adopté par Guipago, le principal chef Kiowa, avec les agents du gouvernement. Le site de l'attaque du convoi de chariots de Warren a reçu un marqueur historique en 1977.

### Deuxième défense de Wichita
En août 1874, Carpenter est impliqué dans un combat autour de Wichita en Territoire indien. Ce combat est considéré comme le premier des nombreux affrontements de la guerre de la rivière Rouge (1874-1875). Carpenter, avec les compagnies H et I est envoyé pour soutenir Fort Sill et effectuer des patrouilles agressives contre les Kiowas et les Comanches qui mènent des raids dans la région notamment contre les Indiens Wichita qui se montrent de plus en plus pacifiques sur la réserve. Le 10e de cavalerie est ensuite envoyé à Fort Concho au Texas où il s'établit le 17 avril 1875, à l'exception de la compagnie de Carpenter qui est stationnée à Fort Davis à partir du 1er mai 1875.

### Campagne de Victorio

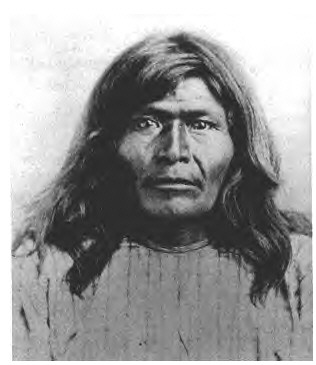
Victorio, vers 1875.

Carpenter est très impliqué dans la campagne de Victorio de 1879-1880. Victorio est un guerrier et un chef Chiricahuas. Du 12 janvier 1880 au 12 mai 1880, Carpenter mène des missions de reconnaissance dans les Chinati Mountains (en) isolées qui bordent les États-Unis et le Mexique. La zone environnante du côté américain est le désert de Chihuahua dans l'Ouest du Texas. C'est là que Victorio et les autres apaches ont effectué des raids. Ces missions de reconnaissance contribuent également à fournir les premières cartes fiables de la zone ; trouver des points d'eau et cartographier la région est une étape critique dans la campagne de Victorio. Le 12 mai 1880, lorsque huit Apaches attaquent un convoi de chariots (en) à proximité, le capitaine Carpenter et la compagnie H se mettent à la poursuite des Apaches jusqu'au Rio Grande, Carpenter ne pouvant continuer au-delà de la frontière avec le Mexique.

#### Rattlesnake Springs
Le matin du 6 août 1880, le colonel Grierson, commandant du 10e de cavalerie, traverse le désert de Chihuahua, puis les vallées étroites des montagnes de Chinati, atteignant les sources de Rattlesnake (Rattlesnake Springs). Ses cavaliers et leurs montures sont usés par la marche forcée de plus de 100 km en 21 heures. Après avoir récupéré et fait provision d'eau, Grierson positionne ses hommes en embuscade. Carpenter, avec ses deux compagnies de cavalerie, arrive en renfort et est placé en réserve à une courte distance au sud de la source.
Un peu après deux heures de l'après-midi, Victorio s'approchent lentement des sources. Victorio sent le danger et arrête ses hommes. Alors que les Apaches semblent se précipiter, les soldats n'attendent pas et ouvrent le feu de leur propre initiative. Les hommes de Victorio se replient hors de portée des fusils américains. Mais, ces derniers ont besoin d'eau et croyant qu'il n'y a que quelques soldats présents, se regroupent et contre-attaquent dans la foulée. Au fur et à mesure que la bataille progresse, Victorio envoie ses guerriers attaquer les soldats sur le flanc. Carpenter lance la charge des compagnies B et H et quelques volées de leurs carabines repoussent les assaillants vers le canyon. Surpris par la présence d'une force si importante, mais avec un besoin urgent en eau, Victorio charge à plusieurs reprises les cavaliers afin d'atteindre la source. Cependant, les troupes de Grierson, maintenant soutenus par les deux compagnies de Carpenter, tiennent fermement leur position. La dernière tentative menée à la tombée de la nuit, pour briser la ligne des soldats est un échec. Victorio et ses hommes se retirent finalement dans les montagnes à l'Ouest. Carpenter avec ses deux compagnies lancent la poursuite jusqu'à ce que l'obscurité les contraignent à l'abandon.
Le 7 août, Carpenter, avec le capitaine Nicholas M. Nolan (en) comme commandant en second, et trois compagnies de cavaliers se dirigent vers Sulphur Springs pour bloquer l'accès à une autre source aux Apaches. Au début de la journée, de son côté, Victorio aperçoit au sud-est et à environ 13 km de distance un convoi de chariots sur la plaine autour d'un éperon montagneux. Victorio envoie un groupe de guerriers hors des montagnes pour l'attaquer. Les chariots transportent une charge de provisions pour Fort Davis et une compagnie d'infanterie. Les guerriers sont accueillis par les tirs des soldats, pendant que les cochers positionnent à des fins défensives, leurs charriots en cercle. Alerte par ses éclaireurs indiens, Carpenter et deux compagnies chargent de la rescousse. L'attaque Apache se solde par un échec et les guerriers se replient dans la confusion au sud-ouest afin de rejoindre le groupe principal de Victorio qui s'enfonce dans les Carrizo Mountains (en). Dans le même temps, l'embuscade de Nolan n'est pas prête et les guerriers épars peuvent l'éviter.

#### Poursuite de Victorio
« He is considered the best company commander in the regiment and one of the best in the service. He is a gentleman by birth and training. He is not a narrow minded 'rountiner' but a broad minded student of his profession. Many officers appear to advantage in the lower ranks of the army (but) who are incapable of rising and maintaining their reputation. ...But Capt. Carpenter is not (one of them). »
— Lt. John Bigelow, Jr., 9e régiment de cavalerie, Frontier Cavalryman
Le 9 août, quinze Rangers du Texas avec leurs éclaireurs indiens, localisent le principal camp d'approvisionnement de Victorio sur la Sierra Diablo. Les Rangers rejoignent Carpenter lors de l'attaque alors que Nolan garde Sulphur Springs. L'attaque de Carpenter disperse les Indiens pendant que les soldats assurent les 25 têtes de bétail, les provisions et plusieurs bêtes de somme. Victorio, à court de nourriture et surtout d'eau, commence à se diriger vers le sud en deux groupes principaux. Le 11 août, Carpenter est sur sa piste, mais, avec des chevaux fatigués et assoiffés, la chasse est lente. Carpenter divise également ses troupes et envoie Nolan avec sa compagnie et les Rangers de Texas sur une route, pendant qu'avec le reste des soldats, il poursuit sur une autre voie. Le 13 août, Nolan atteint le Rio Grande où les éclaireurs indiens rapportent que Victorio a traversé la frontière vers Mexique la veille. Carpenter arrive plus tard et ne pouvant traverser la frontière, ordonne aux cavaliers de se reposer près de la rivière.
Le 14 octobre 1880, un tireur d'élite de l'Armée mexicaine met fin à la vie de Victorio à Cerro Tres Castillos, dans l'État de Chihuahua au Mexique. Sa sœur Lozen qui a continué à se battre, est capturée en 1886 par le 9e régiment de cavalerie (en). Entre 1875 et 1885 et notamment lors de cet campagne, plus de 55 400 km de terrain inexploré du Texas occidental ont également été tracés par Carpenter et les autres officiers du 10e de cavalerie, et 480 km de nouvelles routes et 320 km de lignes télégraphiques ont été établis. Les expéditions de reconnaissance menées dans des conditions de terrain et de météorologie parfois extrêmement difficiles, ont permis l’établissement de cartes très précises indiquant notamment les points d'eau, les cols de montagne et les zones de pâturage.

### Commandant de forts
Du 30 août 1878 au 29 mai 1879, Carpenter, capitaine dans l'armée régulière, mais breveté colonel dans le 10e régiment de cavalerie, est nommé comme commandant de Fort Davis ; son affectation est renouvelé du 13 juin au 27 juillet 1879. Carpenter est ensuite transféré le 17 février 1883 au 5e régiment de cavalerie avec la promotion de major dans l'armée régulière.
Le 4 juillet 1888, sur le champ de bataille de Gettysburg, pour le 25e anniversaire de la bataille, Carpenter est passé en cours martial pour son absence sans permission la veille. Il est cependant reconnu que son absence était due au secrétaire à la guerre qui, oubliant les devoirs de Carpenter en tant qu'ancien membre du 6e régiment de cavalerie lors de la guerre civile, a négligé de donner des ordres à temps pour permettre à Carpenter d'atteindre Fairfield pour leur 5e réunion annuelle d'ancien combattant. Le major Carpenter, alors commandant de Fort Myer (en), était de service avec un contingent de soldats à la demande de William C. Endicott, le secrétaire à la guerre, pour le 25e anniversaire de la bataille de Gettysburg.

## Guerre hispano-américaine et fin de carrière

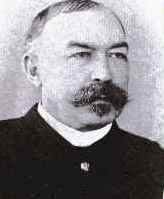
Louis Henry Carpenter, vers 1882.

Carpenter alors lieutenant-colonel du 7e de cavalerie dans l'armée régulière, devient le premier directeur de la Cavalry and Light Artillery School à Fort Riley au Kansas de 1892-1897. Il est également nommé président du conseil de révision des tactiques de cavalerie de l'armée des États-Unis. En 1891, l'armée des États-Unis mène une expérience pour intégrer des soldats indiens dans les unités de l'armée régulière. Cette expérience vise deux objectifs, le premier étant de fournir un emploi, le second est d'utiliser leurs talents de guerrier au sein de l'armée. Un nombre significatif d'Indiens est envoyé à la «Cavalry School» à Fort Riley à la fin de l'année 1892. Ils reçoivent une formation non seulement en tactique de cavalerie, mais ils reçoivent aussi des cours d'hygiène et d'anglais. Malheureusement, en raison du manque de patience d'une partie de l'armée et en partie à cause des difficultés linguistiques et de la discrimination raciale, l'expérience échoue et est interrompue en 1897. Carpenter choisi le lieutenant Hugh L. Scott pour organiser et commander la compagnie L du 7e de cavalerie composée d'Indiens Kiowas, Comanches et Apaches. Scott commande la compagnie jusqu'à sa dissolution. La compagnie L, reconnue pour son comportement et sa discipline, est la dernière de ces compagnies amérindiennes à être dissoute,.
Carpenter est promu lieutenant-colonel du 2e de cavalerie dans l'armée régulière le 28 juillet 1892. Il est transféré dans le 5e régiment de cavalerie à fort Riley au Kansas le 28 août 1892. Il est transféré au 7e régiment de cavalerie le 22 septembre 1894. Il est promu colonel de l'armée régulière, alors qu'il est stationné avec le 7e de cavalerie le 2 juin 1897. Le 4 mai 1898, il est promu au grade de brigadier-général des volontaires pour la durée de la guerre hispano-américaine. Le général Carpenter commande la 1re division du 3e corps à Chickamauga et commande plus tard la 3e division du 4e corps à Tampa en Floride. Plus tard, il est chargé d'occuper la province de Camagüey à Cuba avec une force composée du 8e régiment de cavalerie, du 15e régiment d'infanterie et le 3e régiment des volontaires de Géorgie. Ces troupes sont les premières à prendre station à Cuba après la bataille de Santiago de Cuba. Carpenter est nommé gouverneur militaire de la province jusqu'au 12 juin 1899 quand il est honorablement déchargé et retrouve son rang de colonel dans l'armée régulière,. Le colonel Carpenter est promu le 18 octobre 1899, au grade de général de brigade dans l'armée régulière et, à sa demande, prend sa retraite le lendemain après avoir servi pendant 38 ans.
Après son départ de l'armée, Carpenter, qui ne s'est jamais marié et qui n'a pas d'enfant, rentre à Philadelphie et termine le livre que son père Edward Carpenter avait commencé sur la généalogie de sa famille et son ancêtre Samuel Carpenter (en), qui a émigré aux États-Unis. Le livre est publié en 1912. Il passe aussi beaucoup de temps à écrire sur son service lors de la guerre civile et sur la frontière occidentale. Son travail sur le raid de Richmond de mai 1864, également connu sous le nom du raid de Sheridan, et la bataille de Yellow Tavern où le major général de l'armée confédérée J.E.B. Stuart trouve la mort est encore utilisé comme référence de base. Il donne également de nombreuses conférences et écrit des articles pour la Grande armée de la république, une organisation fraternelle composée de vétérans de l'armée de l'Union. Le brigadier-général Carpenter est mort le 21 janvier 1916, à son domicile au 2318 De Lancey Place à Philadelphie. Il est enterré au cimetière de la Trinity Church (Swedesboro, New Jersey) (en),.

## Promotions
| Insigne | Rang               | Arme            | Affectation                            | Date              |
| ------- | ------------------ | --------------- | -------------------------------------- | ----------------- |
|         | Soldat             | Armée régulière | Compagnie C, 6e régiment de cavalerie  | juillet 1861      |
|         | Caporal            | Armée régulière | Compagnie C, 6e régiment de cavalerie  | 1er novembre 1861 |
|         | Sergeant           | Armée régulière | Compagnie L, 6e régiment de cavalerie  | février 1862      |
|         | Second Lieutenant  | Armée régulière | Compagnie L, 6e régiment de cavalerie  | 17 juillet 1862   |
|         | First Lieutenant   | Armée régulière | F&S Cavalry Corps                      | 28 septembre 1864 |
|         | Captain            | Armée régulière | Compagnie H, 10e régiment de cavalerie | 28 juillet 1866   |
|         | Major              | Armée régulière | F&S, 5e régiment de cavalerie          | 17 février 1883   |
|         | Lieutenant Colonel | Armée régulière | F&S, 2e régiment de cavalerie          | 28 juillet 1892   |
|         | Colonel            | Armée régulière | F&S, 5e régiment de cavalerie          | 2 juillet 1897    |
|         | Brigadier général  | Armée régulière | HQ, Washington, D.C                    | 19 octobre 1899   |